# J-5 Marco
J-5 Marco – polski motoszybowiec o konstrukcji laminatowej. Pierwszy polski motoszybowiec wykonany z kompozytów.

## Historia
Projekt J-5 był opracowany przez Jarosława Janowskiego w latach 1980-1982. Stanowił on rozwinięcie wcześniej opracowanych konstrukcji J-1 Prząśniczka, J-2 Polonez i J-3 Orzeł. Prace nad konstrukcją w tym okresie finansowało przedsiębiorstwo polonijne Alpha z Krakowa.
Opracowany kadłub, sprofilowana osłona kabiny, chowane podwozie oraz usterzenie motylkowe pozwoliło na znaczną poprawę aerodynamiki konstrukcji. Skrzydło zostało wyposażone w klapolotki na całej długości płata oraz hamulce aerodynamiczne. Nowością była rezygnacja z drążka sterowego i zastosowanie joysticka na prawej burcie kabiny. Jako napęd został zastosowany silnik KFM 107ER o mocy 25 KM (18,4 kW) ze śmigłem pchającym.
W 1982 r. konstrukcja stała się obiektem zainteresowania belgijskiego przedsiębiorcy, który po zapoznaniu się z projektem chciał zamówić 200 sztuk motoszybowca. Konstruktor nie miał możliwości zbudowania prototypu. Podjęła się tego firma Marco Electronic, należąca do Sobiesława Zasady, która następnie podjęła produkcję seryjną. Samolot został zaprezentowany w dniach 27-28 sierpnia 1983 roku podczas II Ogólnopolskiego Zlotu Konstruktorów Amatorów.
Prototyp, o znakach rejestracyjnych SP-P040, został oblatany 30 października 1983 r. przez Januarego Romana. Samolot poddano modyfikacjom, m.in. przesunięto środek ciężkości do przodu, co poprawiło jego wychodzenie z korkociągu. Po zakończeniu prób państwowych, o łącznym nalocie 160 godzin, samolot uzyskał polski certyfikat w 1987 r.
Do końca 1991 r. wyprodukowano 33 egzemplarze motoszybowca jako zestawy do samodzielnego montażu, z czego większość sprzedano za granicę. Do Francji trafiło 15 egz., 6 do USA, 8 do RFN, Austrii i Szwajcarii. Producent przewidywał, że na samodzielny montaż potrzebne jest 650 godzin pracy.

W 1990 oraz 1991 r. pilot Alain Flottard na J-5 Marco (F-WZUE) z włoskim silnikiem KFM 107 ustanowił rekordy świata Międzynarodowej Federacji Lotniczej w kat. C-1a/0 (samoloty z napędem o masie do 300 kg).
Na bazie prototypu, zarejestrowanego jako SP-FAB, Jarosław Janowski opracował wersję rozwojową, w której powiększono rozpiętość do 11,3 m. Pozwoliło to na skrócenie rozbiegu i zwiększeniu zasięgu. Został oblatany 24 lipca 1990 r., a jego próby ukończono w 1991 r. Część egzemplarzy otrzymała stałe dwukołowe podwozie.
Jeden egzemplarz, o znakach rejestracyjnych SP-YAC, znajduje się w zbiorach Muzeum Lotnictwa Polskiego w Krakowie, jednak nie jest umieszczony na stałej ekspozycji.

## Konstrukcja
Jednomiejscowy średniopłat o konstrukcji kompozytowej z silnikiem pchającym.
Skrzydło o konstrukcji kompozytowej, dwudzielne, jednodźwigarowe. W skrzydłach znajdują się zbiorniki paliwa. Istnieje możliwość demontażu skrzydeł, np. do transportu lub garażowania. Hamulce aerodynamiczne wysuwane z górnej powierzchni płata. Kadłub skorupowy, wykonany z kompozytu szklano-epoksydowego. Kabina zakryta, wyposażona w zestaw przyrządów VFR i radiostację UHF. Usterzenie typu Rudlickiego, kompozytowe. Podwozie jednotorowe złożone z chowanego koła głównego i kółka ogonowego. Mechanizm chowania podwozia o napędzie ręcznym. Na końcach skrzydeł podpórki z kółkami. Część egzemplarzy jest wyposażona w stałe dwukołowe podwozie. Napęd: dwucylindrowy silnik KFM 107ER w układzie bokser, o pojemności 330 cm3 i mocy 25 KM (18,4 kW), z dwułopatowym śmigłem pchającym o średnicy 1,15 m.